# Občina Sveta Trojica v Slovenskih goricah
Občina Sveta Trojica v Slovenskih goricah (slovinsky Občina Sveta Trojica v Slovenskih goricah, německy Gemeinde Heilige Dreifaltigkeit in den Windischen Büheln) je jednou z 212 občin ve Slovinsku. Nachází se v Podrávském regionu na území historického Dolního Štýrska. Občinu tvoří 8 sídel, její rozloha je 25,9 km² a k 1. lednu 2017 zde žilo 2 071 obyvatel. Správním střediskem občiny je vesnice Sveta Trojica v Slovenskih goricah. Občina vznikla v březnu 2006 vydělením z občiny Lenart.

## Členění občiny
Občina se dělí na sídla:
- Gočova
- Osek
- Spodnja Senarska
- Spodnje Verjane
- Sveta Trojica v Slovenskih goricah
- Zgornja Senarska
- Zgornje Verjane
- Zgornji Porčič